# Auguste Paris (sculpteur)
Pour les articles homonymes, voir Auguste Paris et Paris (homonymie).

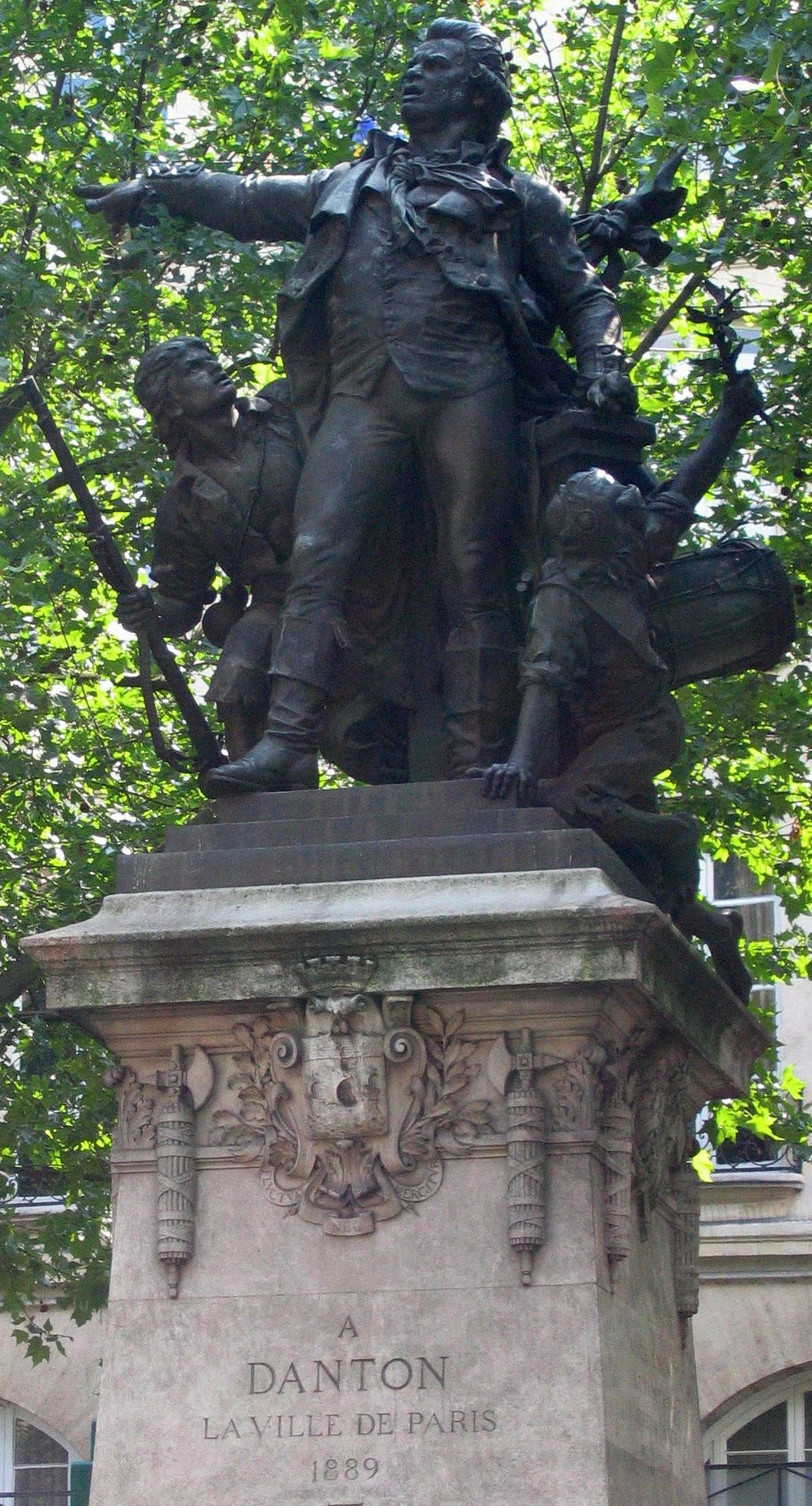
Monument à Danton (1891, détail), bronze, Paris, place Henri-Mondor.

Auguste Paris, né à Belleville (Seine) le 3 janvier 1850 et mort à Colombes le 24 mars 1915, est un sculpteur français. 

## Biographie
Auguste Paris est l'élève des sculpteurs François Jouffroy et Jean-Alexandre-Joseph Falguière à l'École des beaux-arts de Paris. 
Une de ses œuvres les plus connues est le Monument à Danton, commandé pour le centenaire de la Révolution française et inauguré en 1891 au carrefour de l'Odéon à Paris. 
Auguste Paris est aussi sollicité par la ville de Villeneuve-sur-Lot dans le cadre de cette même commémoration pour réaliser L'Ère nouvelle, dite aussi La République, sculpture en bronze, qui fut envoyée à la fonte sous le régime de Vichy.
Il se voit décerner une médaille de troisième classe en 1876 pour Adonis mourant, une médaille de deuxième classe en 1880 pour Orphée et Eurydice, une médaille de première classe en 1882, une médaille d’or à l’Exposition universelle de 1889.

## Distinction
Auguste Paris est nommé chevalier de l'ordre national de la Légion d'honneur par décret du 3 janvier 1892.

## Œuvres
- Adonis expirant, Salon de 1876, plâtre[2].
- Adonis expirant, vers 1876, dessin, Paris, département des arts graphiques du musée du Louvre[3].
- Orphée et Eurydice, Salon de 1880, groupe en plâtre[4].
- La Fugitive, 1885, groupe en bronze, Arras, jardin du gouverneur, promenade des Allées[5].
- Bara mourant, vers 1881, marbre, Clermont-Ferrand, musée d'art Roger-Quilliot.
- La Liberté de 1789, 1889, bronze, Paris, parc Montsouris. Envoyé à la fonte sous le régime de Vichy, dans le cadre de la mobilisation des métaux non ferreux[6].
- Monument au sergent Bobillot, 1889, bronze, Paris, boulevard Richard-Lenoir. Envoyé à la fonte sous le régime de Vichy, dans le cadre de la mobilisation des métaux non ferreux[7].
- Monument à Danton, 1891, bronze, Paris, place Henri-Mondor[8].
- Monument à Danton, 1888, cire noire, hauteur 50 cm, Vizille, musée de la Révolution française.
- L'Ère nouvelle ou La République, 1894, bronze, Villeneuve-sur-Lot. Envoyé à la fonte sous le régime de Vichy, dans le cadre de la mobilisation des métaux non ferreux[9].